# Big Brother Hrvatska (9. sezona)
Big Brother 9, poznat i kao Big Brother: Tajne i laži, bila je deveta hrvatska sezona reality showa Big Brother, koju je vodila Antonija Blaće. Počela je 27. siječnja 2018. i trajala je 100 dana završavajući 6. svibnja 2018.
Nakon dvije godine stanke, Big Brother se vratio u programu RTL-a. Big Brother kuća gradila se u Jadran filmu te je najveća do sad. Pripreme za najpoznatiji reality show trajale su od početka listopada 2017. godine, a na projektu je radilo 200 ljudi. Stanari su uživali u prostoru od 1150 kvadrata, a na raspolaganju su imali, između ostalog, i jacuzzi usred dnevnog boravka. Kuća je bila opremljena s 50 novih 4k kamera koje snimaju svaki korak u potpuno kontroliranom okruženju. Jedina mjesta na kojima će kandidati imati privatnosti su kupaonica i pušionica.  
U ovoj sezoni sudjelovao je najveći broj kandidata, čak njih 31. Pobjednik sezone je Antonio Orač - Orky, koji je osvojio glavnu nagradu od 371 tisuću kuna.

## Emitiranje
Emitiranje Big Brothera započelo je u subotu, 27. siječnja 2018. u 20 sati. Prethodila joj je emisija Big Brother - Vremeplov koja je prikazala isječke iz svih ostalih sezona emitiranja showa u Hrvatskoj. 
U naprednim tjednima boravak stanara u Kući mogao se pratiti putem tri emisije u programu RTL-a te prijenosa uživo iz kuće putem interneta. Dnevni pregled emitirao se od ponedjeljka do subote u večernjem terminu. Nedjelja od 20 ili 21 sat, rezervirana je bila za program uživo poput naknadnih ubacivanja kandidata, nominacija, izbacivanja kandidata, objave uspješnosti obavljenog tjednog zadatka i slično. Navedene godine, RTL je pripremio i prijenos uživo iz kuće na svojoj platformi RTL play gdje je povremeno prikazivao zbivanja iz kuće.
Finalna emisija emitirana je u petak 4. svibnja 2018. godine kada je brojka od osam finalist smanjena na pet superfinalista. Spektakularno superfinale održano je u nedjelju, 6. svibnja 2018. te je te večeri oko 23 sata bio poznat novi pobjednik hrvatskog Big Brothera.

## Big Brother - Mala sestra
Osim dnevnih pregleda, RTL Televizija je navedene godine nudio i posebnu emisiju Big Brother - Mala sestra koju je vodio Fil Tilen (Slaven Berić), s posebnim rubrikama kandidatkinja iz showa Život na vagi, no ona je ukinuta 7. veljače 2018. godine zbog loše gledanosti.

## Stanari
| Ime i prezime                 | Nadimak                       | Dob                           | Mjesto                        | Zanimanje                        | Status                                             |
| Superfinalisti u sezoni 2018. | Superfinalisti u sezoni 2018. | Superfinalisti u sezoni 2018. | Superfinalisti u sezoni 2018. | Superfinalisti u sezoni 2018.    | Superfinalisti u sezoni 2018.                      |
| ----------------------------- | ----------------------------- | ----------------------------- | ----------------------------- | -------------------------------- | -------------------------------------------------- |
| 'Orky' Antonio Orač           | Orky                          | 27                            | Bjelovar                      | Konobar                          | Pobjednik Big Brothera 2018.                       |
| Lucija Stojak                 | Luce                          | 23                            | Split                         | Prodavačica                      | Superfinalistica - Drugoplasirana superfinalistica |
| 'Anezi' Alena Nezirević       | Anezi                         | 31                            | Vrsar                         | Pjevačica                        | Superfinalistica - Trećeplasirana superfinalistica |
| Antonio Benček                | Benky                         | 21                            | Križevci                      | Konobar                          | Superfinalist - Četvrtoplasiran superfinalist      |
| Ana Marković                  | -                             | 27                            | Bjelovar                      | Prodavačica                      | Superfinalistica - Petoplasirana superfinalistica  |
| Ostali stanari u sezoni 2018. |                               |                               |                               |                                  |                                                    |
| Bojan Mrđenović               | Mrđa                          | 34                            | Sisak                         | Konobar                          | Finalist - Izbačen odlukom gledatelja (Dan 98)     |
| Marin Novaković               | Marinček, Miško               | 22                            | Omiš                          | Upravni referent                 | Finalist - Izbačen odlukom gledatelja (Dan 98)     |
| Tomislav Roso                 | Rosy                          | 25                            | Kaštel Novi                   | Hotelijersko-turistički tehničar | Finalist - Izbačen odlukom gledatelja (Dan 98)     |
| Lidija Marić                  | Ribica                        | 45                            | Garešnica                     | Konobarica                       | Izašla prihvaćenjem nemornalne ponude (Dan 93)     |
| 'Bogo' Nikola Sedlar          | Bogo                          | 23                            | Split                         | Komercijalist                    | Izbačen odlukom gledatelja (Dan 90)                |
| Ana-Marija Brdek              | -                             | 30                            | Velika Gorica                 | Dizajner odjeće                  | Izbačena odlukom gledatelja (Dan 85)               |
| Marijan Lisak                 | Max                           | 48                            | Zadar                         | Kuhar                            | Izbačena odlukom gledatelja (Dan 78)               |
| Karla Jakelić                 | -                             | 19                            | Split                         | Student                          | Izbačena odlukom gledatelja (Dan 71)               |
| Petar Stipetić                | Peko                          | 49                            | Trilj                         | Mesar                            | Izbačena odlukom gledatelja (Dan 64)               |
| Dubravka Ujević Veron         | Duda                          | 46                            | Zagreb                        | Diplomirani inženjer prometa     | Izbačena odlukom gledatelja (Dan 57)               |
| Luciano Plazibat              | Luci, Plaza                   | 19                            | Split                         | Student                          | Izbačen odlukom gledatelja (Dan 57)                |
| Ante Biuk                     | Sveti                         | 40                            | Donje Ogorje, Split           | Restaurator                      | Izbačen zbog komentara o fizičkom nasilju          |
| Ana Kovačec                   | Anči                          | 24                            | Zagreb                        | Komercijalist                    | Izbačena odlukom gledatelja (Dan 50)               |
| Luka Rok Medunović            | Luce                          | 23                            | Split                         | Kuhar                            | Izbačen zbog kršenja pravila Ugovora               |
| Ljiljana Lipovac              | Lili                          | 61                            | Zagreb                        | Frizer                           | Izbačen odlukom gledatelja (Dan 43)                |
| Ana Krištof                   | Krištofka                     | 33                            | Zagreb                        | Promotor kozmetike               | Dobrovoljno napustila kuću (Dan 41)                |
| Nikola Vidović                | Nixie                         | 22                            | Sombor/Beli Manastir          | Kuhar                            | Izbačen odlukom gledatelja (Dan 36)                |
| Jure Kelava                   | -                             | 66                            | Omiš                          | Strojarski tehničar              | Izbačen odlukom stanara (Dan 33)                   |
| Matija Štainer                | -                             | 24                            | Osijek                        | Pjevanje                         | Izbačen odlukom gledatelja (Dan 29)                |
| Juraj Golubiček               | Jura                          | 28                            | Zagreb                        | Arhitekt                         | Izbačen odlukom gledatelja (Dan 22)                |
| Daniel Tomić                  | Zebo                          | 24                            | Slavonski Brod                | Youtuber                         | Izbačen odlukom gledatelja (Dan 22)                |
| Bojana Lončarević             | Boba, Bojo                    | 47                            | Rijeka                        | Kuharica                         | Izbačena odlukom gledatelja (Dan 17)               |
| Renata Nemeček                | Renči, Cicija                 | 30                            | Čaglin                        | Fitofarmaceut                    | Izbačena odlukom gledatelja (Dan 15)               |
| Nikita Dajčer                 | Niki                          | 28                            | Lovran                        | Kozmetičarka                     | Dobrovoljno napustila kuću (Dan 9)                 |
| Antonija Ćatipović            | Tonka                         | 32                            | Zagreb                        | Administrator                    | Dobrovoljno napustila kuću (Dan 8)                 |
| Aleksandar Neradin            | Alex                          | 32                            | Makarska                      | Elektrotehničar                  | Izbačen zbog kršenja pravila Ugovora               |

## O stanarima[5]
Nikita Dojčer dolazi iz Lovrana i vlasnica je kozmetičkog salona, što smatra svojim najvećim uspjehom. ''Počela sam prije 10 godina, doslovno iz ničega. Nisam imala nikakvu financijsku pomoć, jednostavno sam sama sebi rekla: uspjet ćeš sama. I taj neki inat doveo me dovde'', ističe. Iako je vlasnica kozmetičkog salona, njezin je stil, ističe, potpuna suprotnost. ''Tenisice i trenirka, to je moj đir. Štikle sam nosila valjda samo triput u životu'', kroz smijeh govori Nikita koja već  7 godina pleše zumbu i bavi se powerliftingom. Velika je ljubiteljica životinja, a upravo će joj njezini mnogobrojni ljubimci najviše nedostajati. Niki, kako je zovu najbliži, već je četiri godine u sretnoj vezi, a posebno ističe kako će se truditi da u BB kući ne napravi ništa što bi njezinog partnera moglo povrijediti. S druge strane, gledateljima obećava veliku dozu smijeha, zezancije, pjesme i plesa.
Renata Nemeček dolazi iz Čaglina i ima 30 godina. Za sebe kaže kako ima visoko samopouzdanje te misli da je drugačija od drugih po tome što se uvijek usudi probati nove stvari. Renata je bivša pripadnica Oružanih snaga Republike Hrvatske,  gdje je provela čak 8 godina, a željela je vidjeti kako će se snaći u muškome svijetu. ''Isprva je to bio šok, iz štikli sam skočila ravno u čizme. Dečki su me prihvatili, čak bolje nego cure'', prisjeća se Renata koja smatra kako je žena ženi vuk, a ona se uvijek, kaže, u muškom svijetu osjećala opuštenije i ugodnije. No muškarci joj, ističe, rijetko prilaze jer se boje njezine snažne osobnosti. '' Današnjim muškarcima fali čvrstoće, manira, onih iz bečke škole, kao što su otvaranje vrata i uzimanje kaputa. Na to sve žene padaju!'', kaže Renata koja bi se u tri riječi jednostavno opisala rečenicom - 'da prste poližeš'.
Tomislav Roso rođen je u Splitu, ali živi u Kaštelima. Rosy, kako ga prijatelji zovu, visok je čak 205 centimetara, a ističe kako je od drugih bolji u dvjema stvarima - mijenjanju žarulja i skidanju zvijezda s neba. Tomislav kaže kako nije tipičan mladić - ne izlazi, ne pije i ne puši. Po prirodi nije agresivac, a naljutiti ga mogu samo brat i sestra. Trenutno je slobodan, a ističe kako nema poseban tip cure, već je važno samo da se osjeti njezina prisutnost kada uđe u prostoriju. Za sebe kaže kako nije netko tko se uklapa u masu, a u BB kući ne bi volio vidjeti licemjerne, bahate i bezobrazne ljude, zato što s njima nikad ne pronalazi zajednički jezik. No nada se da će pronaći malu grupu ljudi s kojima će biti u dobrim odnosima.  
Lucija Stojak dolazi iz Splita, a radi u kantini. Smatra da je bolja od drugih, a u BB kući nikomu neće dopustiti da joj se suprotstavi jer joj je svađa, kako sama ističe, najdraži hobi. Lucija kaže kako je prijatelji smatraju inteligentnom, lukavom i znaju da će se uvijek izboriti za svoje mjesto. Ne voli škrte, lijene i sebične ljude i nada se da ih neće biti u kući. Lucija ističe kako je žene baš i ne vole jer su često ljubomorne na nju. ''Ja i žene...Žene me ne vole, ali to mi uopće nije bitno sve dok me vole njihovi muževi'', ističe Lucija koja kaže da njezin izgled često privlači svakakve komentare, no ispod šminke ona je jedna sasvim obična djevojka iz susjedstva. Smatra kako se u Big Brother kući sigurno neće zaljubiti, no poneke simpatije, kaže, nisu isključene.  
Antonio Benčak dolazi iz Križevaca i ima 21 godinu, a živi s tatom i bratom. ''Moje djetinjstvo bilo je vrlo teško, odnosno vrlo siromašno, a moj tata za mene je heroj jer je uvijek bio uz mene'', ističe Antonio koji se bavi građevinom, a za sebe kaže kako voli biti u pravu. ''Volim biti u pravu, volim iznositi javne argumente i ljudima uvijek kažem sve u facu'', otkriva Benky te dodaje kako je jako romantičan i od svih svojih prijatelja najemotivniji. Antonio je kao dijete izgubio mamu pa, kaže, zbog toga još više poštuje žene. ''Zaštitnički sam nastrojen prema ženama, čak sam jednom upao u tučnjavu zato što sam branio svoju frendicu'', objasnio je Benky čija je bivša djevojka bila peterostruka prvakinja Hrvatske u obaranju ruke. ''Kad mi je ta opalila šamarčinu - skoro sam se onesvijestio!'', prisjeća se Antonio kojemu, kaže, nedostaje ženske ljubavi i lakše sklapa muška nego ženska prijateljstva. Najviše se kaje zbog grešaka iz prošlosti kada je upao u loše društvo, no to je sada, kaže, iza njega. 
Dubravka Ujević Veron ima 46 godina, rođena je u Vinkovcima, a živi u Zagrebu. Dubravka je u drugom braku. Prvi muž od nje je bio stariji 14 godina, a sadašnji muž mlađi je 12 godina. ''Jako ga volim, super mi je jer mi je mlađe slađe'', smije se Dubravka koja ima punu podršku supruga. ''Sve pod jednim uvjetom, a to je da nema seksa ni ljubljenja u kući'', otkriva Vinkovčanka koja nema djece, a smatra da se to nekome dogodi, a nekome ne. ''Nije se dogodilo, priviknula sam se na to i sada živim s tim. Hoću li imati djece? Mislim da ne, jer smatram da sam prestara. Da sam mogla, želja bi mi bila roditi dječaka jer smatram da muškarci prolaze puno bolje u životu, imaju veće plaće, nemaju menstruaciju, ne muče se kao žene, ne rađaju i da se ponovno rodim - željela bih biti muško!'', zaključuje Dubravka koja će u kući svima biti prijateljica, pomagat će svima i raditi sve što joj se kaže. ''Smatram da publici neću biti dosadna nego zanimljiva'', zaključila je. 
Marijan Lisak ima 48 godina. Rođen je u Zagrebu, no već nekoliko godina živi u Zadru. Bivši je pripadnik 1. gardijske brigade i ATJ Lučko, a danas je organizator sportsko-rekreacijskih natjecanja ratnih vojnih invalida. Marijan je razveden i ima 23-godišnjeg sina, a takav život, kaže, nije zamišljao. ''Kad sam bio mlađi, mislio sam da ću u ovim godinama imati sretnu obitelj, puno djece, dobru ženu i da ćemo svi biti sretni'', ističe, no smatra kako još ima vremena za pronalazak srodne duše. Kao svoju najveću životnu pogrešku navodi povratak iz Švicarske u Hrvatsku zbog ljubavi koja je, nažalost, pukla, a otad, ističe, nema povjerenja u žene.  '' Sve su proračunate, imaju svoje mišljenje i sve je dobro dok se ima, a kad se nema, pokupe svoje prnje i odu. Ne volim žene koje su materijalisti i pune sebe. Nažalost, uvijek naletim na takve'', naglašava. Marijan u BB kući želi promijeniti stavove ljudi o bajkerima koji su, kako kaže, u društvu prikazani na posve krivi način te se nada da će, baš poput Saše Tkalčevića iz prve sezone, on postati drugi bajker koji je pobjednik Big Brothera. 
Luka Rok Medunović ima 23 godine i dolazi iz Zagreba, a po zanimanju je kuhar. Ističe kako mu je izgled jako bitan, a u teretanu odlazi čak 6 puta tjedno. Za sebe kaže kako ima puno samopouzdanja i samopoštovanja, a ponekad je nagle naravi. ''Ja sam jedan čudan spoj bečke škole i balkanizma'', šali se Luka. Na svome tijelu posebno ističe tetovažu posvećenu djevojci koju je dugo pokušao osvojiti. Na kraju ju je uspio i zaprositi, a ona je pristala, no zatim je nakon nekoliko dana neobjašnjivo otišla bez pozdrava. Luka ističe kako muškoj populaciji često smeta lakoća kojom prilazi djevojkama te ističe da je u svom društvu on uvijek u prvome planu kad je u pitanju osvajanje pripadnica ljepšeg spola. U kući se, kaže, nikad ne bi skinuo gol jer ga na televiziji gleda njegova obitelj, no eventualna akcija ispod plahte, priznaje, ne bi mu bila ni najmanji problem. 
Juraj Golubiček ima 28 godina, dolazi iz Zagreba, a po zanimanju je arhitekt. ''To je jedno dosta komplicirano zanimanje koje od osobe zahtijeva perfekcionizam i upornost, ali to su osobine koje smatram da imam'', objašnjava Juraj koji je zaposlen u struci, no treba mu pauza. ''Trenutno mi treba pauza i jednostavnije mi je otići u BB kuću nego na drugi kraj svijeta'', kazao je Juraj. Kod ljudi ga najviše nerviraju nonšalantnost, neorganiziranost i duhovna ispraznost. Juraj dolazi iz mnogobrojne obitelji. ''Nas je šestero braće i sestara. Odgajani smo u katoličkom duhu. Ja ne volim Boga, ja ga obožavam!'', priznaje Juraj kojemu je vjera u Boga pomogla izgraditi identitet. Plavooki arhitekt ima djevojku i kaže da će se u kući ponašati u skladu s time. ''Jedini problem je taj što mene moja cura vidi, a ja nju ne'', zaključuje 28-godišnji Zagrepčanin. 
Bojan Mrđenović ima 34 godine i dolazi iz Siska gdje radi kao konobar. Za sebe kaže da je tvrdoglav, uporan, odan i znatiželjan, čovjek od povjerenja. Bojan je, otkriva, prošao svašta u životu, a iz svega je izašao kao bolji čovjek. Kada je imao 16 godina, njegov brat i on ostali su bez mame. ''Mama je umrla i to je, naravno, ostavilo neke posljedice na naš odnos. Nikad nismo mogli biti 'normalna' braća. Ja sam uvijek morao biti više roditelj nego brat'', priznaje Bojan koji s jako malo ljudi otvoreno razgovara o privatnim problemima i stvarima koje ga muče. ''Previše razmišljam o svemu, a najviše o nekim stvarima koje sam krivo napravio. Ne volim se dokazivati, ne volim objašnjavati, ne volim kad moram previše puta ponavljati. Ne volim slabiće, ne volim kukavice i ne mogu smisliti muškarce koji nemaju muda priznati sebi i drugima kakvi su i što osjećaju. Ljubav je proces. Ljubav je nešto što se gradi'', ističe. 
Alena Nezirević dolazi iz Vrsara i po struci je diplomirana upravna pravnica, ali njezina je prava ljubav – pjevanje. Nedavno je javno započela pjevačku karijeru pa mnogi, kako kaže, za nju misle da se zbog toga prijavila, no Big Brother nije show o pjevanju, nego, ističe, o osobnosti. Ljudi za Alenu često na prvu pomisle da je hladna osoba, no smatra da će njezini sustanari promijeniti mišljenje čim je bolje upoznaju. Alena je po prirodi impulzivna osoba, ali je s godinama naučila promišljati o posljedicama i nada se da će uspjeti smiriti tu svoju snažnu osobnost. Njezina se mama prestrašila kada joj je obznanila da ide u Big Brother kuću te joj je dala samo jedan savjet – da skrati jezik! 
Ana Marković dolazi iz Bjelovara, a kada bi pisala knjigu, kaže, nazvala bi je 'Blagajnica iz Bjelovara hoće ići na more'. Ističe da joj je dosta konobarenja te da je prava Hrvatica. ''Volim sve što je hrvatsko, a bila sam i u mladeži HDZ-a i rukovala se sa Sanaderom'', otkrila je Ana. Bjelovarčanka priznaje kako ima problema sa ženama i smatra ih 'kvočkama' jer vole puno ogovarati. U vezi je tri godine, a nedavno se i zaručila. ''Bog je stvorio muškarca i ženu da imaju djecu, a 'gejeve' ne razumijem i ne poznajem'', kazala je Ana. 
Antonio Orač ima 24 godine, a dolazi iz Bjelovara gdje radi kao konobar. ''Dosad sam dao 13 otkaza, ali sada sam puno pametniji i to je sve iza mene. Moji prijatelji misle da sam kreten zato što se volim skidati u kafićima, kupati u fontani'', otkriva Orky i dodaje da mu je najgora osobina to što voli popiti. ''Moja loša osobina je to što pijem. Bio sam jednom pijan, zvao taksi i na pola puta zaspao. Dovezao me doma, ali me nije mogao probuditi pa me odveo na hitnu'', prepričava jednu od mnogobrojnih anegdota Antonio kojeg su s hitne prebacili na psihijatriju, a prijatelji su ga morali spašavati da tamo ne ostane. Orky je opsjednut tenisicama, a kaže da ne može pronaći normalnu ženu. ''Ne volim žene koje stalno prigovaraju, ne volim da imaju kandže i da te stalno grebu. Lako se zaljubim, tako da postoji vjerojatnost da bih se mogao zaljubiti u kući!'', priznaje Antonio. 
Matija Štainer dolazi iz Osijeka, a u Big Brother se prijavio jer misli da je prirodno zabavan te da će gledatelje nasmijavati. Ne voli ljude koji čitaju novine, gledaju vijesti i pričaju ''o svim mogućim glupim temama''. Matiju ljuti kada mu netko pametuje i govori što bi trebao ili ne bi trebao. U kući bi voli živjeti s drugačijim ljudima koji su zabavni, a ne voli agresivce.  
Nikola Vidović rođen je u Somboru, do 12 godine živio je u Belom Manastiru, a zatim u Rijeci, Zagrebu i Zadru. Po zanimanju je kuhar, no njegova najveća životna ljubav je glazba. Posljednjih 10 godina pokušava se probiti kao reper, sam piše tekstove, a umjetničko ime mu je Nixara. ''Nisam emotivna osoba i jako se teško vežem za ljude. Srce i emocije prevladavaju samo kad je muzika u pitanju, za sve ostalo tu je mozak'', ističe. Nikolini roditelji rastali su se dok je bio dijete. Živi s majkom, a s ocem nije u kontaktu. Iako mama baš ne podržava njegovu glazbenu karijeru, Nikola ističe kako mu je obitelj uvijek na prvom mjestu, a mami je zahvalan što mu je tijekom teškog odrastanja pružila sve što je mogla. Nixara je veliki navijač nogometnog kluba Rijeka, a naglašava kako u životu nikada nije rekao niti će reći 'oprosti' jer to smatra znakom slabosti. 
Daniel Tomić zvani Zebo dolazi iz Slavonskog Broda i ima 24 godine. U Big Brother se prijavio zato što mu, otkriva, nije problem napraviti show i po potrebi se skinuti i gol. 'Želim da ljudi vide kakav treba biti u životu i kolika sam budala, jer su svi stanari do sada bili meni dosadni, a ja ću vam napraviti najgledaniji show!', pohvalio se Zebo čiji youtube kanal ima preko 60 tisuća sljedbenika na kojem stavlja smiješne video uratke koje je snimao sa svojom bakom i prijateljem. 
Bojana Lončarević dolazi iz Rijeke te tvrdi da ima sasvim dovoljno godina za sudjelovanje u Big Brotheru. Sezonski radi u kuhinji u Austriji i to je, kaže, jako ispunjava. Bojana iza sebe ima brak koji nije uspio jer smatra da se prerano vezala te da joj je bolje kad je sama. Njezina najveća životna ljubav je 23-godišnja kći. Kaže da mrzi šoviniste, rasiste, nacionaliste te ljude koji ne vole životinje. ''Mrzim, ali baš mrzim isprazne priče - mobiteli, šminka, trčanje za materijalnim stvarima. Dakle, to me kolje! I da, mrzim bahate ljude, iako sam, moram biti iskrena, i ja bahata'', kaže Bojana. Bojana voli dominirati, naročito nad muškarcima, no bez problema bi im dozvolila da dominiraju u kući i kućanskim poslovima. ''Za mene bi najgori scenarij mog boravka u BB kući bio da se zaljubim, a najbolji da se ne zaljubim'', zaključuje! 
Ana Kovačec dolazi iz Zagreba i vodi ugostiteljski obrt zajedno s dečkom. Smatra da je bolja od drugih zbog svog ponašanja. U Big Brother kuću bi voljela ponijeti šminku da može lijepo izgledati, neku knjigu, koju bi pročitala kada joj je dosadno i mobitel jer je velika ovisnica o društvenim mrežama, ali i fotografiranju. Ani odgovaraju otvoreni, društveni i zanimljivi ljudi, a nikako se ne može zamisliti u društvu s dvoličnim, umišljenim i bahatima. Kako kaže, u Big Brother kuću se prijavila jer želi novo iskustvo, izaći iz komfort zone te pokušati izdržati bez mobitela. 
Lidija Marić dolazi iz mjesta Blagorodovac kraj Garešnice. U sretnom je braku i ima dvije kćeri za koje kaže kako su njezino najveće životno postignuće. Lidija ističe kako je njezini prijatelji smatraju zabavnom i iskrenom osobom, a, kako kaže, u životu je najviše živciraju nepravda te lažljivi i nesigurni ljudi. U Big Brother kući ne bi voljela živjeti s negativnim osobama, a u show se prijavila zbog znatiželje. 
Ljiljana Lipovac dolazi iz Zagreba, a po zanimanju je frizerka. Smatra da je bolja od drugih jer nikada ne odustaje i uvijek gleda prema naprijed. U Big Brother kuću bi voljela ponijeti olovku i papir da piše pisma kada dobije inspiraciju te set za manikuru. Ljiljani odgovaraju mlade osobe jer se tako i ona osjeća, a nikako se ne može vidjeti u istom društvu s ovisnicima bilo koje vrste. Kako kaže, u Big Brother kuću prijavila se zbog dobitka i dobre zabave! 
Jure Kelava dolazi iz Omiša, a po zanimanju je strojarski tehničar. U slobodno vrijeme bavi se plesom, glumom, pisanjem, šahom, kiparstvom te izrađuje razne figurice od drveta i kamena. Simpatični Dalmatinac smatra da je bolji od drugih jer drugačije gleda na život. "Život za mene nije natjecanje već samba", rekao je šarmantni Jure. U Big Brother kuću volio bi ponijeti aparat za brijanje, pastu za zube i četkicu te srce puno života. Jure bi volio živjeti u Big Brother kući s ljudima koji imaju veliko srce te su puni ljubavi i razumijevanja.  
Nikola Sedlar dolazi i Splita, a po zanimanju je komercijalist. Kao najveće postignuće u životu ističe činjenicu da se iz teške obiteljske situacije uspio izvući i pronaći svoj put do uspjeha. Ovaj veliki zaljubljenik u tetovaže vrijeme voli provoditi u prirodi te s prijateljima zaigrati nogomet i košarku, a u budućnosti bi se više želio više posvetiti repanju i završtiti knjigu koju trenutno piše. Ne voli licemjerne i dvolične ljudi, a u životu se najviše boji neuspjeha zbog kojeg bi razočarao roditelje. U Big Broher se prijavio zbog dobre zabave i novog iskustva, a u kući bi volio živjeti sa simpatičnim, kreativnim i otkačenim ljudima te naći nekoga sličnog sebi.  
Ana Krištof dolazi iz Zagreba gdje radi kao promotorica kozmetike. Ova ljubiteljica tetovaža kaže kako je od drugih bolja u ples u i ljubljenju, a ističe da je prijatelji opisuju kao smiješnu, zabavnu i poslušnu. U show se prijavila zbog novčanog dobitka, a  u kuću bi ponijela Mp3 jer se boji narodne muzike i blender. U kući bi voljela upoznati nove, zanimljive osobe, no ne bi voljela živjeti s ljudima koji su joj karakterno potpuno suprotni.    
Ana-Marija Brdek dolazi iz Velike Gorice. Po zanimanju je dizajner odjeće, no trenutno radi kao PR manager. Smatra da je bolja od drugih jer uvijek dobije ono što želi. Prijatelji je smatraju vrckavom, naglom, spontanom, al ii velikim paničarom, a najviše je ljuti kad nešto nije po njezinom. Životna želja joj je osvojiti Oskara za najbolji scenarij, a u show se prijavila zbog izazova i pomoći u daljnjoj karijeri. U BB kući voljela bi živjeti  s ljudima koji imaju ‘’101 karakter, milijun stavova i promjena raspoloženja’’.  
Karla Jakelić dolazi iz Splita, a trenutno studira upravno pravo na tamošnjem Pravnom fakultetu. Misli da je bolja od drugih jer je uvijek iskrena i osjećajna, a životno postignuće na koje je posebno ponosna je to što je sebe izgradila kao osobu. U show se prijavila zbog izazova i upoznavanja novih ljudi različitih karaktera. U kući ne bi voljela živjeti s depresivnim, negativnim i nervoznim ljudima, a sa sobom bi ponijela sliku svoje obitelji.  
Marin Novaković dolazi iz Omiša. Smatra da je bolji od drugih po svojim brojnim talentima, poput plesa, pjevanja i glume. Kao događaj koji mu je značajno promijenio život ističe odlazak od roditelja s 18 godina, kada se preselio na Hvar, osamostalio se i počeo raditi. Marin ne voli osobe koje su kontradiktorne i ljubomorne, a smatra da je njegova najveća mana eksplozivnost. Kao razlog prijave u Big Brother ističe novo iskustvo, ali i priliku da mu se nakon showa otvore neke nove poslovne prilike.  
Luciano Plazibat dolazi iz Solina, a trenutno studira novinarstvo. Smatra da je bolji od drugih u plesnom umijeću, glazbenom znanju i imitiranju drugih osoba. Njegovi ga prijatelji, kaže, smatraju tvrdoglavom, hiperaktivnom i iskrenom osobom, a najviše od svega mrzi dvoličnost i ljubomorne djevojke. Razlog njegove prijave u show je novo iskustvo, ali i činjenica da je još od djetinjstva pratio sve prethodne sezone BB-a. Ne bi volio živjeti s dosadnim ljudima, a u kuću bi ponio bratov pehar jer je na njega najviše ponosan.  
Petar Stipetić dolazi iz Trilja, mirnog gradića na Cetini. U sretnom je braku i ima sina Antu. Petar ističe kako ga njegovi prijatelji smatraju vrlo dobrom osobom, a kaže da ga u životu najviše živcira neposluh te da mrzi zločeste, sebične i licemjerne ljude. Peko je nekad pisao pjesme, a danas vodi svoj obrt, što smatra svojim najvećim životnim postignućem. U Big Brother kući ne bi volio živjeti sa sebičnim i prljavim osobama, a u show se prijavio, veli, da postane poznat. Da Petar ima priliku jedan dan povesti u Big Brother kući nekoga od svojih bližnjih, bio bi to njegov otac, kojeg smatra vječnim mladićem.  
Ante Biuk dolazi iz Donjeg Ogorja, naselja u općini Muć, koje se nalazi u Splitsko-dalmatinskoj županiji. Ante ističe kako ga prijatelji smatraju zabavnom osobom, a kaže da ga u životu najviše živcira nepravda te da mrzi škrte osobe i one koje vole ogovarati. U Big Brother kući ne bi volio živjeti s dosadnim ljudima. Da Ante ima priliku jedan dan povesti u Big Brother kuću nekoga od svojih bližnjih, bio bi to njegov prijatelj Ivica, kojeg smatra pozitivnom i vrlo zabavnom osobom.  

## Tablica nominacija i 'spašavanja'
|                                |                                              |                                               |                                                                                     |                                                      |                                              |                                              |                                              |                                                     | | | | | | | | | | |                     |                     |                     |                     |                     |                     |                     |                     |                     |
| Orky                           | Antonio Bojan                                | Bojan Lucija                                  | Nikola Matija                                                                       | Tomislav                                             | Dubravka Ljiljana                            | Duda                                         | Anči Antonio                                 | ZA spas: Ana                                        | Uskrsni tjedan                                                                                      | Tomo Ana                                                                                            | Karla Antonio                                                                                       | Ribica Antonio                                                                                      | Imunitet                                                                                            | Anezi Bogo                                                                                          | Anezi                                                                                               | Finalist                                                                                            | Superfinalist                                                                                       | Pobjednik (Dan 100)                                                                                 | Pobjednik (Dan 100) | Pobjednik (Dan 100) | Pobjednik (Dan 100) | Pobjednik (Dan 100) | Pobjednik (Dan 100) | Pobjednik (Dan 100) | Pobjednik (Dan 100) | Pobjednik (Dan 100) | Pobjednik (Dan 100) |
| Lucija                         | Bojan Renata                                 | Bojan Luka                                    | Anezi Bojan                                                                         | Ribica                                               | Bojan Anezi                                  | Bojan                                        | -                                            | ZA spas: Orky                                       | Uskrsni tjedan                                                                                      | Antonio Ana                                                                                         | -                                                                                                   | -                                                                                                   | Imunitet                                                                                            | Anezi Bogo                                                                                          | -                                                                                                   | Finalist                                                                                            | Superfinalist                                                                                       | 2. mjesto (Dan 100)                                                                                 | 2. mjesto (Dan 100) | 2. mjesto (Dan 100) | 2. mjesto (Dan 100) | 2. mjesto (Dan 100) | 2. mjesto (Dan 100) | 2. mjesto (Dan 100) | 2. mjesto (Dan 100) | 2. mjesto (Dan 100) | 2. mjesto (Dan 100) |
| Anezi                          | Tomislav Juraj                               | Bojan Lucija                                  | Lucija Matija                                                                       | Imunitet                                             | Lucija Ribica                                | Anči                                         | Anči Ana                                     | Imunitet                                            | Uskrsni tjedan                                                                                      | Bogo Ribica                                                                                         | Lucija Marin                                                                                        | Ana-M Marin                                                                                         | Imunitet                                                                                            | Lucija Tomislav                                                                                     | -                                                                                                   | Finalist                                                                                            | Superfinalist                                                                                       | 3. mjesto (Dan 100)                                                                                 | 3. mjesto (Dan 100) | 3. mjesto (Dan 100) | 3. mjesto (Dan 100) | 3. mjesto (Dan 100) | 3. mjesto (Dan 100) | 3. mjesto (Dan 100) | 3. mjesto (Dan 100) | 3. mjesto (Dan 100) | 3. mjesto (Dan 100) |
| Antonio                        | Bojan Luka                                   | Lucija Luka                                   | Matija Bojan                                                                        | Imunitet                                             | Bojan Dubravka                               | Luka                                         | Anči Ana                                     | Imunitet                                            | Uskrsni tjedan                                                                                      | Lucija Bogo                                                                                         | Ana Karla                                                                                           | Marin Ribica                                                                                        | Imunitet                                                                                            | Marin Ana                                                                                           | Marin                                                                                               | Finalist                                                                                            | Superfinalist                                                                                       | 4. mjesto (Dan 100)                                                                                 | 4. mjesto (Dan 100) | 4. mjesto (Dan 100) | 4. mjesto (Dan 100) | 4. mjesto (Dan 100) | 4. mjesto (Dan 100) | 4. mjesto (Dan 100) | 4. mjesto (Dan 100) | 4. mjesto (Dan 100) | 4. mjesto (Dan 100) |
| Ana                            | Zebo Anezi                                   | Anezi Zebo                                    | Matija Anezi                                                                        | Ribica                                               | Anezi Ljiljana                               | Anezi                                        | Anezi Antonio                                | ZA spas: Orky                                       | Uskrsni tjedan                                                                                      | Lucija Tomo                                                                                         | Antonio Karla                                                                                       | Antonio Ana-M                                                                                       | Nominiran                                                                                           | Anezi Bogo                                                                                          | -                                                                                                   | Finalist                                                                                            | Superfinalist                                                                                       | 5. mjesto (Dan 100)                                                                                 | 5. mjesto (Dan 100) | 5. mjesto (Dan 100) | 5. mjesto (Dan 100) | 5. mjesto (Dan 100) | 5. mjesto (Dan 100) | 5. mjesto (Dan 100) | 5. mjesto (Dan 100) | 5. mjesto (Dan 100) | 5. mjesto (Dan 100) |
| Bojan                          | Antonio Nikita                               | Bojana Lucija                                 | Nikola Luka                                                                         | Imunitet                                             | Dubravka Ljiljana                            | Anči                                         | Ribica Anči                                  | Imunitet                                            | Uskrsni tjedan                                                                                      | Tomo Orky                                                                                           | Antonio Anezi                                                                                       | Bogo Marijan                                                                                        | Nominiran                                                                                           | Lucija Bogo                                                                                         | Lucija                                                                                              | Finalist                                                                                            | Izbačen odlukom gledatelja (Dan 98)                                                                 | Izbačen odlukom gledatelja (Dan 98)                                                                 |                     |                     |                     |                     |                     |                     |                     |                     |                     |
| Marin                          | Kasniji ulazak u Kuću (Dan 31)               | Kasniji ulazak u Kuću (Dan 31)                | Kasniji ulazak u Kuću (Dan 31)                                                      | Kasniji ulazak u Kuću (Dan 31)                       | Tajna kuća                                   | -                                            | Ribica Anči                                  | ZA spas: Ana-M                                      | Uskrsni tjedan                                                                                      | Ana-M Karla                                                                                         | Anezi Bogo                                                                                          | Antonio Anezi                                                                                       | Nominiran                                                                                           | Anezi Bogo                                                                                          | -                                                                                                   | Finalist                                                                                            | Izbačen odlukom gledatelja (Dan 98)                                                                 | Izbačen odlukom gledatelja (Dan 98)                                                                 |                     |                     |                     |                     |                     |                     |                     |                     |                     |
| Tomislav (skr. Tomo)           | Bojana Luka                                  | Bojana Luka                                   | Nikola Anezi                                                                        | Ana                                                  | Tajna kuća                                   | -                                            | Ribica Anči                                  | Imunitet                                            | Uskrsni tjedan                                                                                      | Orky Ana                                                                                            | -                                                                                                   | Marijan Ribica                                                                                      | Nominiran                                                                                           | Anezi Bogo                                                                                          | -                                                                                                   | Finalist                                                                                            | Izbačen odlukom gledatelja (Dan 98)                                                                 | Izbačen odlukom gledatelja (Dan 98)                                                                 |                     |                     |                     |                     |                     |                     |                     |                     |                     |
| Lidija (Ribica)                | Kasniji ulazak u Kuću (Dan 20)               | Kasniji ulazak u Kuću (Dan 20)                | Bojan Matija                                                                        | Lucija                                               | Anezi Ljiljana                               | Bojan                                        | Luka Antonio                                 | ZA spas: Luciano                                    | Uskrsni tjedan                                                                                      | Lucija Marin                                                                                        | Orky Antonio                                                                                        | Antonio Marijan                                                                                     | Nominiran                                                                                           | Tomislav Lucija                                                                                     | Tomo                                                                                                | Prihvaća ponudu i izlazi iz Kuće (Dan 93)                                                           | Prihvaća ponudu i izlazi iz Kuće (Dan 93)                                                           | Prihvaća ponudu i izlazi iz Kuće (Dan 93)                                                           |                     |                     |                     |                     |                     |                     |                     |                     |                     |
| Bogo                           | Kasniji ulazak u Kuću (Dan 31)               | Kasniji ulazak u Kuću (Dan 31)                | Kasniji ulazak u Kuću (Dan 31)                                                      | Kasniji ulazak u Kuću (Dan 31)                       | Tajna kuća                                   | -                                            | -                                            | Imunitet                                            | Uskrsni tjedan                                                                                      | Anezi Antonio                                                                                       | Lucija Ana                                                                                          | Marin Marijan                                                                                       | Nominiran                                                                                           | Lucija Ana                                                                                          | Izbačen odlukom gledatelja (Dan 90)                                                                 | Izbačen odlukom gledatelja (Dan 90)                                                                 | Izbačen odlukom gledatelja (Dan 90)                                                                 | Izbačen odlukom gledatelja (Dan 90)                                                                 |                     |                     |                     |                     |                     |                     |                     |                     |                     |
| Ana-Marija (skr. Ana-M)        | Kasniji ulazak u Kuću (Dan 36)               | Kasniji ulazak u Kuću (Dan 36)                | Kasniji ulazak u Kuću (Dan 36)                                                      | Kasniji ulazak u Kuću (Dan 36)                       | Tajna kuća                                   | -                                            | Ribica Anči                                  | ZA spas: Marin                                      | Uskrsni tjedan                                                                                      | Ribica Marin                                                                                        | Anezi Lucija                                                                                        | Marijan Ribica                                                                                      | Nominiran                                                                                           | Izbačena odlukom gledatelja (Dan 85)                                                                | Izbačena odlukom gledatelja (Dan 85)                                                                | Izbačena odlukom gledatelja (Dan 85)                                                                | Izbačena odlukom gledatelja (Dan 85)                                                                | Izbačena odlukom gledatelja (Dan 85)                                                                |                     |                     |                     |                     |                     |                     |                     |                     |                     |
| Marijan                        | Bojan Nikita                                 | Renata Orky                                   | Nikola Luka                                                                         | Imunitet                                             | Dubravka Bojan                               | Luciano                                      | Ana Antonio                                  | Imunitet                                            | Uskrsni tjedan                                                                                      | Ana Antonio                                                                                         | Marin Karla                                                                                         | Antonio Marin                                                                                       | Izbačena odlukom gledatelja (Dan 78)                                                                | Izbačena odlukom gledatelja (Dan 78)                                                                | Izbačena odlukom gledatelja (Dan 78)                                                                | Izbačena odlukom gledatelja (Dan 78)                                                                | Izbačena odlukom gledatelja (Dan 78)                                                                | Izbačena odlukom gledatelja (Dan 78)                                                                |                     |                     |                     |                     |                     |                     |                     |                     |                     |
| Karla                          | Kasniji ulazak u Kuću (Dan 31)               | Kasniji ulazak u Kuću (Dan 31)                | Kasniji ulazak u Kuću (Dan 31)                                                      | Kasniji ulazak u Kuću (Dan 31)                       | Tajna kuća                                   | -                                            | -                                            | Imunitet                                            | Uskrsni tjedan                                                                                      | Marin Ana-M                                                                                         | Lucija Antonio                                                                                      | Izbačena odlukom gledatelja (Dan 71)                                                                | Izbačena odlukom gledatelja (Dan 71)                                                                | Izbačena odlukom gledatelja (Dan 71)                                                                | Izbačena odlukom gledatelja (Dan 71)                                                                | Izbačena odlukom gledatelja (Dan 71)                                                                | Izbačena odlukom gledatelja (Dan 71)                                                                | Izbačena odlukom gledatelja (Dan 71)                                                                |                     |                     |                     |                     |                     |                     |                     |                     |                     |
| Petar                          | Kasniji ulazak u Kuću (Dan 48)               | Kasniji ulazak u Kuću (Dan 48)                | Kasniji ulazak u Kuću (Dan 48)                                                      | Kasniji ulazak u Kuću (Dan 48)                       | Kasniji ulazak u Kuću (Dan 48)               | Kasniji ulazak u Kuću (Dan 48)               | Kasniji ulazak u Kuću (Dan 48)               | Imunitet                                            | Uskrsni tjedan                                                                                      | Marijan Orky                                                                                        | Izbačen odlukom gledatelja (Dan 64)                                                                 | Izbačen odlukom gledatelja (Dan 64)                                                                 | Izbačen odlukom gledatelja (Dan 64)                                                                 | Izbačen odlukom gledatelja (Dan 64)                                                                 | Izbačen odlukom gledatelja (Dan 64)                                                                 | Izbačen odlukom gledatelja (Dan 64)                                                                 | Izbačen odlukom gledatelja (Dan 64)                                                                 | Izbačen odlukom gledatelja (Dan 64)                                                                 |                     |                     |                     |                     |                     |                     |                     |                     |                     |
| Dubravka (skr. Duda)           | Bojan Nikita                                 | Lucija Renata                                 | Orky Luka                                                                           | Imunitet                                             | Marijan Ljiljana                             | Bojan                                        | Anči Antonio                                 | Imunitet                                            | Izbačen odlukom gledatelja (Dan 57)                                                                 | Izbačen odlukom gledatelja (Dan 57)                                                                 | Izbačen odlukom gledatelja (Dan 57)                                                                 | Izbačen odlukom gledatelja (Dan 57)                                                                 | Izbačen odlukom gledatelja (Dan 57)                                                                 | Izbačen odlukom gledatelja (Dan 57)                                                                 | Izbačen odlukom gledatelja (Dan 57)                                                                 | Izbačen odlukom gledatelja (Dan 57)                                                                 | Izbačen odlukom gledatelja (Dan 57)                                                                 | Izbačen odlukom gledatelja (Dan 57)                                                                 |                     |                     |                     |                     |                     |                     |                     |                     |                     |
| Luciano                        | Kasniji ulazak u Kuću (Dan 31)               | Kasniji ulazak u Kuću (Dan 31)                | Kasniji ulazak u Kuću (Dan 31)                                                      | Kasniji ulazak u Kuću (Dan 31)                       | Marijan Ljiljana                             | Bojan                                        | Antonio Ana                                  | ZA spas: Ribica                                     | Izbačen odlukom gledatelja (Dan 57)                                                                 | Izbačen odlukom gledatelja (Dan 57)                                                                 | Izbačen odlukom gledatelja (Dan 57)                                                                 | Izbačen odlukom gledatelja (Dan 57)                                                                 | Izbačen odlukom gledatelja (Dan 57)                                                                 | Izbačen odlukom gledatelja (Dan 57)                                                                 | Izbačen odlukom gledatelja (Dan 57)                                                                 | Izbačen odlukom gledatelja (Dan 57)                                                                 | Izbačen odlukom gledatelja (Dan 57)                                                                 | Izbačen odlukom gledatelja (Dan 57)                                                                 |                     |                     |                     |                     |                     |                     |                     |                     |                     |
| Ante                           | Kasniji ulazak u Kuću (Dan 50)               | Kasniji ulazak u Kuću (Dan 50)                | Kasniji ulazak u Kuću (Dan 50)                                                      | Kasniji ulazak u Kuću (Dan 50)                       | Kasniji ulazak u Kuću (Dan 50)               | Kasniji ulazak u Kuću (Dan 50)               | Kasniji ulazak u Kuću (Dan 50)               | Imunitet                                            | Izbačen odlukom produkcije zbog komentara o fizičkom zlostavljanju žene u vanjskom svijetu (Dan 57) | Izbačen odlukom produkcije zbog komentara o fizičkom zlostavljanju žene u vanjskom svijetu (Dan 57) | Izbačen odlukom produkcije zbog komentara o fizičkom zlostavljanju žene u vanjskom svijetu (Dan 57) | Izbačen odlukom produkcije zbog komentara o fizičkom zlostavljanju žene u vanjskom svijetu (Dan 57) | Izbačen odlukom produkcije zbog komentara o fizičkom zlostavljanju žene u vanjskom svijetu (Dan 57) | Izbačen odlukom produkcije zbog komentara o fizičkom zlostavljanju žene u vanjskom svijetu (Dan 57) | Izbačen odlukom produkcije zbog komentara o fizičkom zlostavljanju žene u vanjskom svijetu (Dan 57) | Izbačen odlukom produkcije zbog komentara o fizičkom zlostavljanju žene u vanjskom svijetu (Dan 57) | Izbačen odlukom produkcije zbog komentara o fizičkom zlostavljanju žene u vanjskom svijetu (Dan 57) | Izbačen odlukom produkcije zbog komentara o fizičkom zlostavljanju žene u vanjskom svijetu (Dan 57) |                     |                     |                     |                     |                     |                     |                     |                     |                     |
| Anči                           | Kasniji ulazak u Kuću (Dan 17)               | Kasniji ulazak u Kuću (Dan 17)                | Nikola Bojan                                                                        | Ribica                                               | Ljiljana Anezi                               | Anezi                                        | Anezi Luka                                   | Izbačen odlukom gledatelja (Dan 50)                 | Izbačen odlukom gledatelja (Dan 50)                                                                 | Izbačen odlukom gledatelja (Dan 50)                                                                 | Izbačen odlukom gledatelja (Dan 50)                                                                 | Izbačen odlukom gledatelja (Dan 50)                                                                 | Izbačen odlukom gledatelja (Dan 50)                                                                 | Izbačen odlukom gledatelja (Dan 50)                                                                 | Izbačen odlukom gledatelja (Dan 50)                                                                 | Izbačen odlukom gledatelja (Dan 50)                                                                 | Izbačen odlukom gledatelja (Dan 50)                                                                 | Izbačen odlukom gledatelja (Dan 50)                                                                 |                     |                     |                     |                     |                     |                     |                     |                     |                     |
| Luka                           | Lucija Antonio                               | Bojana Lucija                                 | Nikola Bojan                                                                        | Imunitet                                             | Lucija Lidija                                | Orky                                         | Anči Ana                                     | Izbačen zbog kršenja pravila Ugovora (Dan 44)       | Izbačen zbog kršenja pravila Ugovora (Dan 44)                                                       | Izbačen zbog kršenja pravila Ugovora (Dan 44)                                                       | Izbačen zbog kršenja pravila Ugovora (Dan 44)                                                       | Izbačen zbog kršenja pravila Ugovora (Dan 44)                                                       | Izbačen zbog kršenja pravila Ugovora (Dan 44)                                                       | Izbačen zbog kršenja pravila Ugovora (Dan 44)                                                       | Izbačen zbog kršenja pravila Ugovora (Dan 44)                                                       | Izbačen zbog kršenja pravila Ugovora (Dan 44)                                                       | Izbačen zbog kršenja pravila Ugovora (Dan 44)                                                       | Izbačen zbog kršenja pravila Ugovora (Dan 44)                                                       |                     |                     |                     |                     |                     |                     |                     |                     |                     |
| Ljiljana                       | Kasniji ulazak u Kuću (Dan 20)               | Kasniji ulazak u Kuću (Dan 20)                | Nikola Orky                                                                         | Imunitet                                             | Dubravka Lidija                              | Izbačen odlukom gledatelja (Dan 43)          | Izbačen odlukom gledatelja (Dan 43)          | Izbačen odlukom gledatelja (Dan 43)                 | Izbačen odlukom gledatelja (Dan 43)                                                                 | Izbačen odlukom gledatelja (Dan 43)                                                                 | Izbačen odlukom gledatelja (Dan 43)                                                                 | Izbačen odlukom gledatelja (Dan 43)                                                                 | Izbačen odlukom gledatelja (Dan 43)                                                                 | Izbačen odlukom gledatelja (Dan 43)                                                                 | Izbačen odlukom gledatelja (Dan 43)                                                                 | Izbačen odlukom gledatelja (Dan 43)                                                                 | Izbačen odlukom gledatelja (Dan 43)                                                                 | Izbačen odlukom gledatelja (Dan 43)                                                                 |                     |                     |                     |                     |                     |                     |                     |                     |                     |
| Krištofka                      | Kasniji ulazak u Kuću (Dan 31)               | Kasniji ulazak u Kuću (Dan 31)                | Kasniji ulazak u Kuću (Dan 31)                                                      | Kasniji ulazak u Kuću (Dan 31)                       | Tajna kuća                                   | Dobrovoljno napustila kuću (Dan 41)          | Dobrovoljno napustila kuću (Dan 41)          | Dobrovoljno napustila kuću (Dan 41)                 | Dobrovoljno napustila kuću (Dan 41)                                                                 | Dobrovoljno napustila kuću (Dan 41)                                                                 | Dobrovoljno napustila kuću (Dan 41)                                                                 | Dobrovoljno napustila kuću (Dan 41)                                                                 | Dobrovoljno napustila kuću (Dan 41)                                                                 | Dobrovoljno napustila kuću (Dan 41)                                                                 | Dobrovoljno napustila kuću (Dan 41)                                                                 | Dobrovoljno napustila kuću (Dan 41)                                                                 | Dobrovoljno napustila kuću (Dan 41)                                                                 | Dobrovoljno napustila kuću (Dan 41)                                                                 |                     |                     |                     |                     |                     |                     |                     |                     |                     |
| Nixara                         | Bojan Nikita                                 | Lucija Luka                                   | Matija Luka                                                                         | Tomislav                                             | Izbačen odlukom gledatelja (Dan 36)          | Izbačen odlukom gledatelja (Dan 36)          | Izbačen odlukom gledatelja (Dan 36)          | Izbačen odlukom gledatelja (Dan 36)                 | Izbačen odlukom gledatelja (Dan 36)                                                                 | Izbačen odlukom gledatelja (Dan 36)                                                                 | Izbačen odlukom gledatelja (Dan 36)                                                                 | Izbačen odlukom gledatelja (Dan 36)                                                                 | Izbačen odlukom gledatelja (Dan 36)                                                                 | Izbačen odlukom gledatelja (Dan 36)                                                                 | Izbačen odlukom gledatelja (Dan 36)                                                                 | Izbačen odlukom gledatelja (Dan 36)                                                                 | Izbačen odlukom gledatelja (Dan 36)                                                                 | Izbačen odlukom gledatelja (Dan 36)                                                                 |                     |                     |                     |                     |                     |                     |                     |                     |                     |
| Jure                           | Kasniji ulazak u Kuću (Dan 31)               | Kasniji ulazak u Kuću (Dan 31)                | Kasniji ulazak u Kuću (Dan 31)                                                      | Kasniji ulazak u Kuću (Dan 31)                       | Izbačen odlukom stanara (Dan 33)             | Izbačen odlukom stanara (Dan 33)             | Izbačen odlukom stanara (Dan 33)             | Izbačen odlukom stanara (Dan 33)                    | Izbačen odlukom stanara (Dan 33)                                                                    | Izbačen odlukom stanara (Dan 33)                                                                    | Izbačen odlukom stanara (Dan 33)                                                                    | Izbačen odlukom stanara (Dan 33)                                                                    | Izbačen odlukom stanara (Dan 33)                                                                    | Izbačen odlukom stanara (Dan 33)                                                                    | Izbačen odlukom stanara (Dan 33)                                                                    | Izbačen odlukom stanara (Dan 33)                                                                    | Izbačen odlukom stanara (Dan 33)                                                                    | Izbačen odlukom stanara (Dan 33)                                                                    |                     |                     |                     |                     |                     |                     |                     |                     |                     |
| Matija                         | Bojan Nikita                                 | Lucija Renata                                 | Orky Nikola                                                                         | Izbačen odlukom gledatelja (Dan 29)                  | Izbačen odlukom gledatelja (Dan 29)          | Izbačen odlukom gledatelja (Dan 29)          | Izbačen odlukom gledatelja (Dan 29)          | Izbačen odlukom gledatelja (Dan 29)                 | Izbačen odlukom gledatelja (Dan 29)                                                                 | Izbačen odlukom gledatelja (Dan 29)                                                                 | Izbačen odlukom gledatelja (Dan 29)                                                                 | Izbačen odlukom gledatelja (Dan 29)                                                                 | Izbačen odlukom gledatelja (Dan 29)                                                                 | Izbačen odlukom gledatelja (Dan 29)                                                                 | Izbačen odlukom gledatelja (Dan 29)                                                                 | Izbačen odlukom gledatelja (Dan 29)                                                                 | Izbačen odlukom gledatelja (Dan 29)                                                                 | Izbačen odlukom gledatelja (Dan 29)                                                                 |                     |                     |                     |                     |                     |                     |                     |                     |                     |
| Juraj                          | Ne nominira                                  | Bojana Anezi Bojan                            | Izbačen odlukom gledatelja (Dan 22)                                                 | Izbačen odlukom gledatelja (Dan 22)                  | Izbačen odlukom gledatelja (Dan 22)          | Izbačen odlukom gledatelja (Dan 22)          | Izbačen odlukom gledatelja (Dan 22)          | Izbačen odlukom gledatelja (Dan 22)                 | Izbačen odlukom gledatelja (Dan 22)                                                                 | Izbačen odlukom gledatelja (Dan 22)                                                                 | Izbačen odlukom gledatelja (Dan 22)                                                                 | Izbačen odlukom gledatelja (Dan 22)                                                                 | Izbačen odlukom gledatelja (Dan 22)                                                                 | Izbačen odlukom gledatelja (Dan 22)                                                                 | Izbačen odlukom gledatelja (Dan 22)                                                                 | Izbačen odlukom gledatelja (Dan 22)                                                                 | Izbačen odlukom gledatelja (Dan 22)                                                                 | Izbačen odlukom gledatelja (Dan 22)                                                                 |                     |                     |                     |                     |                     |                     |                     |                     |                     |
| Zebo                           | Ana Luka                                     | Anezi Bojan                                   | Izbačen odlukom gledatelja (Dan 22)                                                 | Izbačen odlukom gledatelja (Dan 22)                  | Izbačen odlukom gledatelja (Dan 22)          | Izbačen odlukom gledatelja (Dan 22)          | Izbačen odlukom gledatelja (Dan 22)          | Izbačen odlukom gledatelja (Dan 22)                 | Izbačen odlukom gledatelja (Dan 22)                                                                 | Izbačen odlukom gledatelja (Dan 22)                                                                 | Izbačen odlukom gledatelja (Dan 22)                                                                 | Izbačen odlukom gledatelja (Dan 22)                                                                 | Izbačen odlukom gledatelja (Dan 22)                                                                 | Izbačen odlukom gledatelja (Dan 22)                                                                 | Izbačen odlukom gledatelja (Dan 22)                                                                 | Izbačen odlukom gledatelja (Dan 22)                                                                 | Izbačen odlukom gledatelja (Dan 22)                                                                 | Izbačen odlukom gledatelja (Dan 22)                                                                 |                     |                     |                     |                     |                     |                     |                     |                     |                     |
| Bojana                         | Renata Antonio                               | Juraj Luka                                    | Izbačena odlukom gledatelja (Dan 17)                                                | Izbačena odlukom gledatelja (Dan 17)                 | Izbačena odlukom gledatelja (Dan 17)         | Izbačena odlukom gledatelja (Dan 17)         | Izbačena odlukom gledatelja (Dan 17)         | Izbačena odlukom gledatelja (Dan 17)                | Izbačena odlukom gledatelja (Dan 17)                                                                | Izbačena odlukom gledatelja (Dan 17)                                                                | Izbačena odlukom gledatelja (Dan 17)                                                                | Izbačena odlukom gledatelja (Dan 17)                                                                | Izbačena odlukom gledatelja (Dan 17)                                                                | Izbačena odlukom gledatelja (Dan 17)                                                                | Izbačena odlukom gledatelja (Dan 17)                                                                | Izbačena odlukom gledatelja (Dan 17)                                                                | Izbačena odlukom gledatelja (Dan 17)                                                                | Izbačena odlukom gledatelja (Dan 17)                                                                |                     |                     |                     |                     |                     |                     |                     |                     |                     |
| Renata                         | Ne nominira                                  | Anezi Bojana                                  | Izbačena odlukom gledatelja (Dan 15)                                                | Izbačena odlukom gledatelja (Dan 15)                 | Izbačena odlukom gledatelja (Dan 15)         | Izbačena odlukom gledatelja (Dan 15)         | Izbačena odlukom gledatelja (Dan 15)         | Izbačena odlukom gledatelja (Dan 15)                | Izbačena odlukom gledatelja (Dan 15)                                                                | Izbačena odlukom gledatelja (Dan 15)                                                                | Izbačena odlukom gledatelja (Dan 15)                                                                | Izbačena odlukom gledatelja (Dan 15)                                                                | Izbačena odlukom gledatelja (Dan 15)                                                                | Izbačena odlukom gledatelja (Dan 15)                                                                | Gost                                                                                                | Izbačena odlukom stanara (Dan 91)                                                                   | Izbačena odlukom stanara (Dan 91)                                                                   | Izbačena odlukom stanara (Dan 91)                                                                   |                     |                     |                     |                     |                     |                     |                     |                     |                     |
| Nikita                         | Ne nominira                                  | Dobrovoljno napustila kuću (Dan 10)           | Dobrovoljno napustila kuću (Dan 10)                                                 | Dobrovoljno napustila kuću (Dan 10)                  | Dobrovoljno napustila kuću (Dan 10)          | Dobrovoljno napustila kuću (Dan 10)          | Dobrovoljno napustila kuću (Dan 10)          | Dobrovoljno napustila kuću (Dan 10)                 | Dobrovoljno napustila kuću (Dan 10)                                                                 | Dobrovoljno napustila kuću (Dan 10)                                                                 | Dobrovoljno napustila kuću (Dan 10)                                                                 | Dobrovoljno napustila kuću (Dan 10)                                                                 | Dobrovoljno napustila kuću (Dan 10)                                                                 | Dobrovoljno napustila kuću (Dan 10)                                                                 | Gost                                                                                                | Izbačena odlukom Big Brothera (Dan 92)                                                              | Izbačena odlukom Big Brothera (Dan 92)                                                              | Izbačena odlukom Big Brothera (Dan 92)                                                              |                     |                     |                     |                     |                     |                     |                     |                     |                     |
| Antonija                       | Dobrovoljno napustila kuću (Dan 8)           | Dobrovoljno napustila kuću (Dan 8)            | Dobrovoljno napustila kuću (Dan 8)                                                  | Dobrovoljno napustila kuću (Dan 8)                   | Dobrovoljno napustila kuću (Dan 8)           | Dobrovoljno napustila kuću (Dan 8)           | Dobrovoljno napustila kuću (Dan 8)           | Dobrovoljno napustila kuću (Dan 8)                  | Dobrovoljno napustila kuću (Dan 8)                                                                  | Dobrovoljno napustila kuću (Dan 8)                                                                  | Dobrovoljno napustila kuću (Dan 8)                                                                  | Dobrovoljno napustila kuću (Dan 8)                                                                  | Dobrovoljno napustila kuću (Dan 8)                                                                  | Dobrovoljno napustila kuću (Dan 8)                                                                  | Dobrovoljno napustila kuću (Dan 8)                                                                  | Dobrovoljno napustila kuću (Dan 8)                                                                  | Dobrovoljno napustila kuću (Dan 8)                                                                  | Dobrovoljno napustila kuću (Dan 8)                                                                  |                     |                     |                     |                     |                     |                     |                     |                     |                     |
| Aleksandar                     | Izbačen zbog kršenja pravila Ugovora (Dan 2) | Izbačen zbog kršenja pravila Ugovora (Dan 2)  | Izbačen zbog kršenja pravila Ugovora (Dan 2)                                        | Izbačen zbog kršenja pravila Ugovora (Dan 2)         | Izbačen zbog kršenja pravila Ugovora (Dan 2) | Izbačen zbog kršenja pravila Ugovora (Dan 2) | Izbačen zbog kršenja pravila Ugovora (Dan 2) | Izbačen zbog kršenja pravila Ugovora (Dan 2)        | Izbačen zbog kršenja pravila Ugovora (Dan 2)                                                        | Izbačen zbog kršenja pravila Ugovora (Dan 2)                                                        | Izbačen zbog kršenja pravila Ugovora (Dan 2)                                                        | Izbačen zbog kršenja pravila Ugovora (Dan 2)                                                        | Izbačen zbog kršenja pravila Ugovora (Dan 2)                                                        | Izbačen zbog kršenja pravila Ugovora (Dan 2)                                                        | Izbačen zbog kršenja pravila Ugovora (Dan 2)                                                        | Izbačen zbog kršenja pravila Ugovora (Dan 2)                                                        | Izbačen zbog kršenja pravila Ugovora (Dan 2)                                                        | Izbačen zbog kršenja pravila Ugovora (Dan 2)                                                        |                     |                     |                     |                     |                     |                     |                     |                     |                     |
|                                |                                              |                                               |                                                                                     |                                                      |                                              |                                              |                                              |                                                     | | | | | | | | | | |                     |                     |                     |                     |                     |                     |                     |                     |                     |
| NAPOMENE                       | 1                                            | 2                                             | 3                                                                                   | 4                                                    | 5                                            | 6                                            | 7                                            | 8                                                   | 9                                                                                                   | 10                                                                                                  | 11                                                                                                  | 12                                                                                                  | 13                                                                                                  | 14                                                                                                  | 15                                                                                                  | 15                                                                                                  | 16                                                                                                  | 17                                                                                                  |                     |                     |                     |                     |                     |                     |                     |                     |                     |
| Nominirani tj. najviše glasova | Ana Anezi Bojan Bojana Lucija Renata Nikita  | Anezi Ana Bojana Lucija Bojan Tomislav Renata | Utorak: svi stanari Kuće Nedjelja: Tomislav Ana Nikola Matija Bojan Orky Anezi Luka | Ana Anezi Bojan Luka Rok Matija Nikola Orky Tomislav | Ana Anči Lucija Orky Nikola Tomislav         | Ana Anezi Bojan Dubravka Ljiljana Luka       | U tajnu Kuću: Bojan                          | Ana Anči Anezi Antonio Dubravka Luciano Lucija Orky | Ana Ana-M Lidija Luciano Lucija Marin Dodatno: svi stanari                                          | Ribica Bogo Anezi Ana-M Marijan Petar Karla Bojan                                                   | Anezi Antonio Bojan Karla Lucija                                                                    | Antonio Bojan Lucija Marijan Marin Ribica                                                           | Ana Ana-M Bogo Bojan Ribica Marin Tomislav                                                          | Ana Anezi Bogo Lucija Marin                                                                         | Ana Anezi Lucija Marin Tomo                                                                         | Ana Anezi Lucija Marin Tomo                                                                         | Glasovanje za pobjednika sezone                                                                     | Glasovanje za pobjednika sezone                                                                     |                     |                     |                     |                     |                     |                     |                     |                     |                     |
| Izbačen/a                      | -                                            | Renata 11%                                    | Utorak: Bojana 5,6% Nedjelja: Zebo 8,2% Juraj 4,9%                                  | Matija 7,7%                                          | Nikola 6,2%                                  | Ljiljana                                     | Ljiljana                                     | Anči 4,0%                                           | Luciano Dodatno: Dubravka                                                                           | Petar                                                                                               | Karla                                                                                               | Marijan                                                                                             | Ana-M                                                                                               | Bogo                                                                                                | Lidija (Ribica) Najmanje glasova: Marin (povratak u Kuću umjesto Lidije)                            | Lidija (Ribica) Najmanje glasova: Marin (povratak u Kuću umjesto Lidije)                            | Tomislav Marin Bojan                                                                                | Ana Antonio Anezi Lucija                                                                            |                     |                     |                     |                     |                     |                     |                     |                     |                     |

| Boja | Značenje boje u tablici                               |
| ---- | ----------------------------------------------------- |
|      | napuštanje showa odlukom gledatelja, stanara ili BB-a |
|      | napuštanje showa svojom voljom                        |
|      | nominacija od strane Big Brothera                     |
|      | nominacija od sustanara                               |
|      | boravak u tajnoj kući                                 |
|      | finalisti                                             |
|      | pobjednik                                             |

Napomene:
1. Sve djevojke automatski nominirane zbog pada tajnog tjednog zadatka "otkrivanje tajni muškaraca". Obitelj zajednički donosi odluku tko dobiva 2, a tko 1 bod u nominacijama. Juraj, Renata i Nikita dobivaju zabranu nominiranja ovoga tjedna zbog dogovora o nominacijama.
2. Sve djevojke automatski nominirane zbog uspješnog ostvarenja tajnog zadatka muškaraca "otkrivanje tajni žena". Ana i Tomislav su automatski nominirani, dok Nikola i Antonio imaju imunitet. U utorak, 13. veljače održano je izvanredno izbacivanje gdje je najmanji broj glasova dobila Bojana te je napustila kuću, a iste večeri u Kuću je ušla Anči. Odlukom Big Brothera svi stanari osim tajne obitelji i nove stanarke Anči su nominirani zbog gotovo 500 prekršaja stanara od početka showa. U petak, 16. veljače u Kuću ulaze dvije nove stanarke: Lidija i Ljiljana.
3. Kuću napuštaju dva stanara: Juraj i Zebo. Juraj je pravo dodjeljivanja tri boda prenio na Tomislava koji ovu večer tri boda dodjeljuje Nikoli, a jedan bod Anezi. Tomislav i Ana automatski su nominirani zbog vječne nominacije te Anine kazne zbog fizičkog nasilja. Anči, Lidija, Ljiljana, Marijan i Dubravka ovoga tjedna imaju imunitet.
4. Kuću napušta Matija. Cijeli crveni tim (Lidija/Ribica, Tomislav, Nikola, Lucija, Anči, Ana i Orky) zbog gubitka tjednog zadatka je nominiran, no između crvenog tima stanari mogu dodijeliti jedan bod za jednu osobu koju žele spasiti nominacija te je najviše bodova dobila Lidija/Ribica koja je spašena od nominacije.
5. U Kuću ulazi novi stanar Jure no istoga tjedna stanari odlučuju tajnim glasovanjem da ne žele njegov ostanak u Kući. Umjesto njega ulazi Luciano prema odabiru stanara. Big Brother odabire još četiri stanara koji odlaze u Tajnu kuću. Prema odabiru Luciana, Tomislav prelazi u Tajnu kuću te svoju povlasticu "4 glasa" prenosi na Bojana uz "smrtonosnu nominaciju" Lucianu. Bojan pri nominacijama koristi opciju 3+1 pri čemu tri boda dodjeljuje Dubravki, a jedan Ljiljani.
6. Stanari na javnim nominacijama biraju tko će toga trenutka napustiti kuću. Ono što ne znaju je da osoba s najmanje glasova prelazi u Tajnu kuću. Najviše glasova dobiva Bojan.
7. Dubravka i Orky automatski su nominirani zbog pada tjednog zadatka "Vojni rok". Uz njih, automatski je nominiran Luciano koji ima "vječnu nominaciju" te Lucija jer je prijetila Antoniu rečenicom "Razbit ću ti glavu šalicom". Bojan je svoja četiri glasa dodijelio Ani, koja koristi opciju 2+2 za Anezi i Antonia. Stanari u Tajnoj kući (Tomislav, Ana-Marija, Marin, Bojan) zajedno nominiraju te zajednički dva boda dodjeljuju Ribici, a jedan Anči.
8. Luka Rok izbačen iz Kuću zbog vrijeđanja produkcije nakon najave za željom napuštanja Kuće i razgovora s Big Brotherom,[3] a Antonio je u suradnji s Big Brotherom lažno izašao iz Kuće te prelazi u Tajnu kuću. Marin i Ana-Marija odlučili ući u glavnu kuću čime gube imunitet. Između nominiranih, nominirani stanari (ne-elita i Tajni stanari) biraju jednu osobu koja neće biti nominirana idućeg tjedna: s dva glasa Orky nije nominiran idućeg tjedna.
9. U nedjelju 25. ožujka 2018. stanar Ante izbačen odlukom produkcije zbog komentara u prijenosu uživo "kako su on i prijatelj ženu koja ih je naljutila izlemali tako da su joj odvalili bubreg pa je odmah izbacila bubrežne kamence"[6] Nakon kratkog govora od 15 sekundi svakog stanara gdje su predstavili sebe i zašto bi trebali ostati u Kući, publika je imala 15 minuta glasovanja koga žele izbaciti iz Kuće. Najmanje glasova dobila je Dubravka te je izbačena iz Kuće nakon 57 dana. Uoči uskrsnog tjedna nema nominacija, a tjedan je proglašen kao humanitarni tjedan te nitko ne izlazi iz Kuće.
10. Glasovanje je afirmativno, odnosno koga žele ostaviti u Kući naredni tjedan. Stanar prvo navodi osobu kojoj daje dva boda, a zatim osobu kojoj daje jedan bod za ostanak u Kući. Nakon zbrajanja glasova, šest stanara je spašeno od izbacivanja, dok su preostali nomirani. Nominirani stanari su: Ribica, Bogo, Anezi, Ana-Marija, Marijan/Max, Petar, Karla i Bojan. Nakon telefonskog glasovanja Kuću napušta Petar.
11. Max, Marin i Karla pronašli su uskrsna jaja čime ostvaruju imunitet, no Marin svoj imunitet prenosi na Ana-Mariju, a Karla na Ribicu. Ana ima pravo na četiri glasa te koristi kombinaciju 2+2, a zahvaljujući smrtonosnoj nominaciji Bojan je automatski nominiran. Još ovoga tjedna Lucija ne može nominirati zbog prethodne kazne, a zbog razgovora o nominacijama ne može nominirati niti Tomislav. Kuću napušta Karla.
12. Imunitet ovoga tjedna ima Tomislav kao pobjednik talent showa, a automatsku nominaciju ima Bojan (smrtonosna) te Lucija zbog pričanja o nominacijama. Ana ima pravo na 4 glasa te ih kombinira u obliku 2+2.
13. Ne održavaju se nominacije. Tjedni zadatak borba spolova završava neriješeno te Lucija i Antonio biraju po dvije osobe iz suprotnog tima za imunitet idućega tjedan. Izabrali su se međusobno, te još Anezi i Orkyja. Sve ostali stanari su nominirani.
14. Javne nominacije gađanje šlagom. Ana koristi kombinaciju 2+2. Zbog pobjede u tjednom zadatku Orky, Bojan, Antonio i Lidija ne mogu biti nominirani već su automatski finalisti. Zbog drugog mjesta u tjednom zadatku Tomislav, Anezi i Lucija imaju +2 glasa na nominacijama, a zbog trećeg mjesta u tjednom zadatku Marin, Bogo i Ana imaju +4 glasa na nominacijama.
15. Stanari koji su pobjedom u tjednom zadatku ostvarili imunitet, birali su koga žele izbaciti da ne bude peti finalist Big Brothera. Antonio je izabrao sliku Marina, Lidija Tomislava, Orky Anezi, a Bojan je imao izbor između Ane i Lucije te bira Luciju. Čime su odabrani stanari nominirani i jedan od njih ispada posljednju nedjelju prije finala. U nedjelju, u polufinalnoj emisiji najmanje glasova dobila Marin koji izlazi iz Kuće. Također, dobiva ponudu izabrati jednog stanara koji će dobiti ponudu prihvatiti 35 tisuća kuna i odmah napustiti Kuću. Marin ponudu dodjeljuje Lidiji/Ribici koja ju prihvaća, a samim time on se vraća u Kuću i postaje osmi finalist Big Brothera 2018. godine.
16. Nema nominacija. Glasuje se za pobjednika sezone. Najmanje glasova u trenucima presjeka glasova imali su Tomislav/Tomo, Marin te Bojan koji napuštaju Kuću. Superfinalisti 9. sezone Big Brothera su Lucija, Ana, Anezi, Antonio i Orky.
17. Glasuje se za pobjednika sezone. Osobe koje imaju najmanje glasova u trenucima presjeka glasova napuštaju Kuću. To su redom bili: Ana - petoplasirana, Antonio - četvrtoplasiran, Anezi - trećeplasirana, Lucija - drugoplasirana te Orky kao pobjednik Big Brothera 2018. godine.

## Zanimljivosti
- Ove sezone čak su tri stanara izbačena iz Kuće prema odluci Big Brothera: Aleksandar zbog kršenja odredbe u Ugovoru gdje potpisom garantira kako nije kazneno gonjen niti pravomoćno osuđivan,[7] Ante zbog izjave kako je u vanjskom svijetu pretukao ženu[8] te Luka Rok koji je vrijeđao produkciju i uništavao inventar Kuće.[9]
- Loša gledanost ukinula je emisiju Big Brother - Mala sestra nakon nekoliko tjedana, a emisija s dnevnim pregledima je s termina u 20 sati, emitirana uglavnom oko 21:30 ili 23 sata, no nerijetko i iza ponoći.
- Ovogodišnja sezona kreirana je prema slovenskoj verziji Big Brothera emitiranog 2016. godine.
- Dobna oznaka televizijskog showa povećana je s 12 na 15 godina čime je prema trenutnim Zakonima zabranjeno prikazivanje takvog sadržaja prije 20 sati, no to nije promijenilo način emitiranja showa čime je i dalje bila prisutna cenzura na psovke u obliku tona crkuta ptica te zamućivanje intimnih dijelova tijela.
- Kroz Kuću ove sezone prošao je rekordni broj stanara, njih čak 31 - od toga 14 djevojaka i 17 muškaraca.
- Izbor finalista (njih četvero od osam) ovisilo je isključivo o pobjedi u tjednom zadatku, a timove je odabirao sam Big Brother.
- U finalnom tjednu ostala je svega jedna osoba koja nije bila dio prve postave stanara u glavnoj Kući, što znači da od trećeg tjedna emitiranja niti ispao niti jedan stanar iz prve postave glavne Kuće.
- Ovogodišnji Big Brother moguće je pratiti isključivo putem službenih stranica RTL Televizije, a svi Youtube kanali koji su reemitirali i objavljivali sadržaj iz Kuće su ugašeni.
- Luka Rok koristio se Internetom prilikom posjete bolnici i otvoreno prepričavao što je pročitao, no za to nije primio nikakvu kaznu. Takvu priliku imao je i Marin prilikom izvanrednom odlaska u Split zbog smrtnog slučaja u obitelji koji je produkcija dopustila.
- Tijekom boravka u Kući, većinu stanara zahvatila je infekcija koju su najvjerojatnije pokupili kupanjem u jacuzziju nakon čega im je njegovo korištenje limitirano na nekoliko sati dnevno.[10]

## Događaji u Kući

### Tjedan 1 (27. siječnja 2018. – 4. veljače 2018.)
Prvog dana emitiranje, 27. siječnja 2018. u showu uživo predstavljeno je osamnaest kandidata. Njih četrnaest nalazi se u glavnoj Kući te njih četvero u tajnoj, tzv obiteljskoj kući. Njihov zadatak je složiti priču i jednog dana pri ulasku odglumiti ostalim stanarima da su oni obitelj. Ana je u kuću ušla kao 13. stanar, a zajedno u paru s Orkijem. Njih dvoje proglašeni su baksuznim parom, što za njih znači da nemaju svoju odjeću i krevet već moraju zajedno spavati na podu. Glavni tjedni zadatak prvog tjedna bio je zajednički boravak, upoznavanje, tuširanje i sve ostale zajedničke navike zajedno sa svojim parom. Iako su odnosi bili loši i zadatak nije u potpunosti uspješno odrađen, Big Brother im je progledao kroz prste i ocijeni kako su prvi tjedni zadatak uspješno prošli.
Odmah tijekom prvog dana boravka u Kući, Kuću je napustio Aleksandar (zbog kršenja pravila Ugovora), a sedmog dana boravka i Antonija (dobrovoljno). Zbog odlaska Aleksandra u Kuću drugoga dana ulazi Daniel (Zebo). U nedjelju, 5. veljače 2018. u showu uživo održane su nominacije. U navedenim nominacijama nisu sudjelovali Juraj, Nikita i Renata zbog krštenja pravila odnosno razgovoru o nominacijama. Tajna obitelj je također imala pravo glasa, te su svoja dva i jedan bod zajednički trebali dodijeliti, a oni su se odlučili za Bojana i Nikitu. U konačnici, zbroj nominacija bio je: Bojan 7 glasova, Antonio 6 glasova, Renata i Luka 3 glasa, Ana, Bojana, Lucija, Tomislav i Zebo po 2 glasa, Anezi i Juraj po 1 te Orky koji je ostao bez nominacije ijednog sustanara. Zbog neuspješnog tajnog zadatka djevojaka (otkrivanja tajni muškaraca), sve djevojke su nominirane, a uz njih nominiran je i jedan muški stanar prema broju nominacija sustanara i to je Bojan. Telefonske linije otvorene su 7 dana te će u nedjelju 11. veljače jedan stanar napustiti Kuću.

### Tjedan 2 (5. veljače 2018. – 11. veljače 2018.)
Na samom početku drugog tjedna, Kuću napušta Nikita nakon svega 10 dana boravka.  Novi tjedan donosi i novi tjedni zadatak u ulozi Ane. Obitelj ju je izabrala kao predsjednicu BB kuće. Njen zadatak je voditi Državu prema uputama Big Brothera ne znajući da sve odluke donosi tajna obitelj, a ne Narod. Tajna obitelj je tijekom tjedna odlučila tko će biti radnička klasa, a tko Predsjedničini pomoćnici. Radnička klasa morala je izrađivati konfete osam sati dnevno u dvije smjene, a Aninin pomoćnici su ih nadzirali i kontrolirali. Luka Rok bio je osobni savjetnik koji izvršava sve prohtjeve Predsjednice, Bojana je bila osobna savjetnica koja je kontrolira sve izvršene zahtjeve i sazivala dnevne sastanke, Orky je bio osobni Orky je bio osobni stilist, Jurica ministar i predsjedničin muž te Antonio glasnogovornik. Također, tajna obitelj odlučila je da će Anezi do kraja boravka u kući morati javno nominirati, da će Tomislav biti osoba koja će cijelo vrijeme biti nominirana te da će Jurica do kraja showa imati ukupno četiri glasa za nominiranje. Tijekom tjedna, došlo je i do promjena članova Vlade kao i do uvođenja novih pravila, i to sve prema željama obitelji, a nakon 13 dana Nikola prelazi iz Tajne kuće u Glavnu kuću među ostale stanare tijekom kojih mora glumiti kako je u lošim odnosima sa Zebom zbog YouTubea.
Posljednjeg dana tjedna u emisiji uživo, show je započeo nominacijama. Prva je nominirala Anezi koja zbog odluke Predsjednice Ane do kraja showa nominira javno. Odlukom BB-a, zbog kršenja pravila i fizičkog sukoba Ani je oduzeto četiri tjedna imuniteta te je zajedno s Tomislavom koji ima vječnu nominaciju odmah nominirana, a imunitet ovoga tjedna imaju Antonio kao kompromis zbog fizičkog nasrtaja Ane (odgurivanja) prema njemu te Nikola zbog nedavnog ulaska u kuću. U konačnici, nominirane su sve djevojke jer su muškarci otkrili sve tajne djevojaka te Tomislav koji ima vječnu nominaciju te Bojan. Show je napustila Renata odlukom gledatelja s 11% glasova podrške, dok je na prvom mjestu potpore za ostanak u Kući bila predsjednica BB republike Ana. Pri kraju emisije uživo članovi tajne obitelji Dubravka, Marijan i Matija ulaze u glavnu kuću predstavljajući se kao obitelj Ban, no Lucija i Antonio ih odmah otkrivaju da su cijelo vrijeme boravili u tajnoj kući što oni negiraju.

### Tjedan 3 (12. veljače 2018. – 18. veljače 2018.)
Internet glasovanjem odlučeno je da će Antonio, Lucija i Tomislav biti sluge u novom tjednom zadatku obiteljskog imanja obitelji Ban. Njihov zadatak je biti u potpunosti na usluzi svim gostima, no tjedni zadatak nije uspješno izvršen te idućeg tjedna stanari neće imati luksuzni budžet. Tijekom tjedna, produkcija je odlučila da će se u utorak održati izvanredno izbacivanje. Stanarka s najmanjim brojem glasova bila je Bojana te je ona napustila kuću, a u isto vrijeme u Kuću je ušla nova stanarka Anči koja u tjednom zadatku predstavlja ekskluzivnog gosta koji ništa ne smije sam raditi već joj je Antonio njen pomoćnik. Dnevni zadaci ovoga tjedna bili su ljubavna pisma te ljubavno gnijezdo u ispovjedaonici, ali i plesni zadatak striptiza djevojaka i muškaraca. U četvrtak tajna obitelj otkriva stanarima dio svoje tajne: kako su u showu od prvog dana, da su ih povremeno pratili na TV ekranu te kako Nikola i Matija nisu braća, ali da su Dubravka i Marijan u braku. Big Brother je odlučio kako će Nikola i Matija imati imunitet još idućeg tjedna - no kasnije im je to isto ukinuto, a Dubravka i Marijan dok se ne otkriju stanarima. U petak, 20. dana boravka u BB Kući, ulaze dvije nove stanarke: Ljiljana i Lidija, a njihov zadatak je upoznati stanare kako bi u live showu u nedjelju mogle odabrati svoje timove za idući tjedni zadatak. U nedjelju, 22. dana boravka u BB Kući, društvo ostalih stanara napustili su Juraj i Zebo. Pri kraju emisije uživo održano je javno nominiranje te šest stanara nominirano na temelju glasova sustanara, a dvoje temeljem kazni Big Brothera.  

### Tjedan 4 (19. veljače 2018. – 25. veljače 2018.)
Novi tjedni zadatak je Borba timova. Timove vodi Lidija (crveni tim) i Ljiljana (plavi tim). Crveni tim čine Lidija, Tomislav, Nikola, Lucija, Anči, Ana i Orky, a plavi tim Liljana, Antonio, Bojan, Anezi, Matija, Marijan i Dubravka. Nagrada je osvajanje luksuznog budžeta za navedeni tim, a ostale standardni budžet i automatska nominacija. U tjednom zadatku Borbe timova - Guinnesovi rekordi, pobjedu odnosi plavi tim s kapetanicom Ljiljanom.  
| Ostvarene pobjede u tjednom zadatku: Guinnessovi rekordi | Ostvarene pobjede u tjednom zadatku: Guinnessovi rekordi |
| Plavi tim (Ljiljana)                                     | Crveni tim (Lidija)                                      |
| -------------------------------------------------------- | -------------------------------------------------------- |
| Potezanje konopca (1 b)                                  | Puževi na licu (1 b)                                     |
| Postavljanje što više gumica na glavi (1 b)              | Piljenje debla (1 b)                                     |
| Najdulji francuski poljubac (1 b)                        | Drobljenje oraha stražnjicom (1 b)                       |
| Najdulje držanje na užetu (1 b)                          | Najdulje deranje (1 b)                                   |
| Jedenje luka (1 b)                                       | Test znanja (1 b)                                        |
| Jedenje hotdogova (1 b)                                  | Čačkalice na karti Hrvatske (2 b)                        |
| Ispijanje limunade (1 b)                                 | -                                                        |
| Preokretanje palačinki (1 b)                             | -                                                        |
| Pamćenje brojeva (1 b)                                   | -                                                        |
| Test znanja Hrvatske (5 b)                               | Test znanja Hrvatske (3 b)                               |
| 14 bodova                                                | 10 bodova                                                |

### Tjedan 5 (26. veljače 2018. – 4. ožujka 2018.)
Novi tjedan započinje novim tjednim zadatkom: SpačkaTV. Zadatak će biti uspješno izvršen ako poraste gledanost RTL Playa za 10%, inače portala gdje se emitira program iz Kuće uživo u dva dijela: ujutro od 11 do 13 sati te od 17 do 19 sati. Cilj zadatka je bez pauze proizvoditi pravi televizijski program s talk showovima, kvizovima znanja, sapunicom i dječjim programom. Stanari su uspješno izvršili zadatak no zbog velikih kršenja pravila BB-a, Big Brother im oduzima luksuzni budžet i dodjeljuje osnovni. Tijekom tjedne emisije kuću je prema glasovima publike napustio Nikola (Nixara). Prema odabiru stanara u glavnu kuću ulazi Lucijano, a iz Kuće prema njegovoj želji izlazi Tomislav - kasnije se saznaje kako on prelazi u Tajnu kuću. BB tijekom live emisije ubacuje još četiri kandidata iz zadatka "Casting" u Tajnu kuću.

### Tjedan 6 (5. ožujka 2018. – 11. ožujka 2018.)
Novi tjedni zadatak je "Vojni rok". Kao glavni zapovjednik Big Brother je odabrao Orkija, a njegova zamjenica je Dubravka. Cilj dnevnog zadatka je ne pogriješiti više od četiri puta dnevno i slušati sve upute zapovjednika, njegova zamjenice i generala Big Brothera. Stanari zbog velikog broja grešaka Luke te ne salutiranja u vojsci, spavanja na straži Lucijana i Ribice te ostalih grešaka, nisu uspješno riješili tjedni zadatak. Na početku tjedna, tajna informacija bila je Marijanu (Maxu) i Dubravki (Dudi) da ako padnu tjedni zadatak idućeg tjedna su automatski nominirani, a ako prođu imaju imunitet. Lucijano i Ribica su imali tajni zadatak - krasti hranu i bacati ju preko ograde tajnim sustanarkama što su u konačnici i uspješno izvršili. U večernjoj live emisiji stanari javno iznose ime jednog stanara kojeg žele izbaciti. S četiri glasa Kuću napušta Bojan, koji seli u Tajnu kuću, a iz Tajne kuće u glavnu Kuću prelaze Karla i Bogo zahvaljujući najvećem broju glasova gledatelja.

### Tjedan 7 (12. ožujka 2018. – 18. ožujka 2018.)
Novi tjedni zadatak je "elitno društvo". Kao prvi članovi elitnog društva su Karla i Bogo (bivši stanari Tajne kuće) te Orky kojega prvoga odabiru. U ponedjeljak, prvog regularnog dana tjednog zadatka odabiru Antonia za člana elitnog društva jer mu teško pada prehrana posebno zdravog obroka, a ostali stanari neprestano krše tjedni zadatak te uz pad tjednog zadatka, gube i tisuće kuna koje se umanjuju s nagrade pobjednika. U utorak, novi članovi elitnog društva postaju Dubravka (Duda) te Anezi, a Orky gubi svoju titlu, kao i Antonio premješten u Tajnu kuću. Odlukama elite i Tajnih stanara, u elitnom društvu bili su: Anezi, Bogo, Dubravka, Karla, Marijan, Petar i Tomislav. Oni idućeg tjedna nisu nominirani, a ostatak stanara koji su nominirani između sebe biraju jednog koji će spasiti. S dva glasa odlučeno je da Orky neće biti nominirani stanar u 8 tjednu.

### Tjedan 8 (19. ožujka 2018. – 25. ožujka 2018.)
Tajni stanari Bojan i Antonio ulaze u Kuću s maskama na licu, što je tajni zadatak Big Brothera. Cilj je prestrašiti stanare kao uvod u novi tjedni zadatak. U prvom danu saznali su kako je na Kuću bačeno tri prokletstva: prokletstvo vode - nema vode u tušu tijekom trajanja tjednog zadatka, prokletstvo sahare - temperatura u Kući postepeno se povećava do nepodnošljivosti te prokletstvo Titanika - brodska sirena oglašava se svakih pet minuta nakon gašenja svjetla u spavaćoj sobi. Svaki od prokletstva moguće je skinuti, no potrebno je podnijeti žrtvu: svu šminku spremiti na jedno mjesto i ne koristiti do kraja tjednog zadatka, svi muškarci moraju se obrijati te sve cigarete moraju na 24 sata biti ne korištene. Osim toga, u Kući će se događati čudne stvari na koje oni ne smiju reagirati. Zabranjeno je i vrištanje te odbijanje zadataka Big Brothera. Svako reagiranje na neobične stvari, vrištanje te odbijanje zadatka Big Brothera oduzimat će stanarima bonus od 50.000 kuna. Ako naprave manje od 50 grešaka tijekom tjedna, cijeli iznos od 50.000 kuna uvećat će se za glavnu nagradu, a ako ne uspiju i naprave više od 50 grešaka Big Brother će smanjit glavnu nagradu za 50.000 kuna. Tijekom tjedna Big Brother je stanare provocirao horor sobama, pokušajem privlačenjem pažnje uvođenjem krave u dvorište te turista koji razgledavaju Kuću. Od nemoralnih zadataka ponudio je slušanje glasne glazbe uz konstantni ples nekoliko sati, neobično šišanje te jedenje torte. U konačnici, stanari su uspješno riješili navedeni zadatak i osvojili 50.000 kuna na račun pobjednika te luksuzni budžet za idući tjedan.

### Tjedan 9 (26. ožujka 2018. – 1. travnja 2018.)
Ovog tjedna tjedni zadatak je "humanitarni tjedan". Stanari su jedan tjedni budžet iz sedmog tjedna koji nisu iskoristili donirali Dječjem domu Zagreb - podružnica "Laduč" u Nazorovoj 49, sav rad bit će dodijeljen dječjem domu Zagreb bez roditeljske skrbi. Stari tijekom ovoga tjedna izrađuju uskrsne poklone za djecu te kazališnu predstavu. Na početku tjedne emisije svaki od stanara je dao dva i jedan bod za dva stanara koje žele spasiti od nominacija. Nominirani stanaru su Lidija (Ribica), Bogo, Anezi, Ana-Marija, Marijan (Max), Petar, Karla i Bojan. Nakon telefonskog glasovanja Kuću napušta Petar.
U humanitarnom tjednu, stanari su od tjednih budžeta izdvojili 5.900 kuna, a ukupni iznos koliko je RTL Televizija donirala Dječjem domu Zagreb je 75.842 kuna namijenjenih za kupnju kombija.

### Tjedan 10 (2. travnja 2018. – 8. travnja 2018.)
Novi tjedni zadatak je BB talent show. Stanari su podijeljeni u četiri grupe gdje će izvoditi po dvije pjesme: jednu na hrvatskom, a druga na stranom jeziku. Vježbe i treninzi održavali su se svakoga dana u Tajnoj kući gdje su imali vokalne trenere i koreografe. Pobjednici BB Hrvatska Talent showa su Anezi i Tomislav, čime su ostvarili imunitet, Anezi za ovotjedno izbacivanje, a Tomislav za idući tjedan.
| Poredak   | Grupa          | Stanari    | Hrvatska pjesma                   | Strana pjesma                                 |
| --------- | -------------- | ---------- | --------------------------------- | --------------------------------------------- |
| 1.mjesto  | Grupa Whitney  | Tomislav   | Novi fosili "Ja sam za ples"      | Whitney Houston "I Wanna Dance With Somebody" |
| 1.mjesto  | Grupa Whitney  | Anezi      | Novi fosili "Ja sam za ples"      | Whitney Houston "I Wanna Dance With Somebody" |
| 2. mjesto | Glupa Glee     | Lucija     | Dražen Zečić "Ima li nade za nas" | prema GLEE "Singing In The Rain" / "Umbrella" |
| 2. mjesto | Glupa Glee     | Antonio    | Dražen Zečić "Ima li nade za nas" | prema GLEE "Singing In The Rain" / "Umbrella" |
| 2. mjesto | Glupa Glee     | Bojan      | Dražen Zečić "Ima li nade za nas" | prema GLEE "Singing In The Rain" / "Umbrella" |
| 2. mjesto | Glupa Glee     | Ana-Marija | Dražen Zečić "Ima li nade za nas" | prema GLEE "Singing In The Rain" / "Umbrella" |
| 3. mjesto | Grupa Tsunami  | Bogo       | Jelena Rozga "Tsunami"            | Luis Fonsi "Despacito"                        |
| 3. mjesto | Grupa Tsunami  | Marin      | Jelena Rozga "Tsunami"            | Luis Fonsi "Despacito"                        |
| 3. mjesto | Grupa Tsunami  | Karla      | Jelena Rozga "Tsunami"            | Luis Fonsi "Despacito"                        |
| 4. mjesto | Grupa Waterloo | Lidija     | Tajči "Hajde da ludujemo"         | Abba "Waterloo"                               |
| 4. mjesto | Grupa Waterloo | Ana        | Tajči "Hajde da ludujemo"         | Abba "Waterloo"                               |
| 4. mjesto | Grupa Waterloo | Orky       | Tajči "Hajde da ludujemo"         | Abba "Waterloo"                               |
| 4. mjesto | Grupa Waterloo | Marijan    | Tajči "Hajde da ludujemo"         | Abba "Waterloo"                               |

### Tjedan 11 (9. travnja 2018. – 15. travnja 2018.)
Ovotjedni zadatak je muško-ženski odnosi odnosno stereotipi. Muškarci se bore protiv žena u brojnim zadacima, a vođa muškaraca je "Alfa mužjak" Antonio dok je "Alfa ženka" Lucija. Njih je odabrala sreća, prvi su uzeli telefon i pozvali striptizetu/stripera. Muškarci su dobili svoj dio Kuće, točnije u dvorištu gdje imaju malenu teretanu, nogometno igralište te mogu konzumirati neograničenu količinu piva. Žene su dobila spavaću sobu, gdje imaju kutak za uređivanje i neograničenu količinu čokolade i torti. Međusobno ne smiju u tuđe prostore, a borba spolova je u tijeku do četvrtka. Pobjednici (muškarci ili žene) ostvarit će imunitet za idući tjedan. Međusobno su se borili u zadacima promjene guma na automobilu, u stereotipu da ženama treba više vremena da se spreme za put, u stereotipu da muškarci nisu u mogućnosti raditi više poslova u isto vrijeme, u stereotipu da su muškarci spretniji u slaganju namještaja, da žene imaju jaču intuiciju od muškaraca, da žene bolje twerkaju, bacanju sjekirica, glumljenju orgazma i slično. Konačni rezultat je 7-7. U nedjelju, u programu uživo odigrale su se još četiri igre: konobarenje kroz poligon, jedenje sladoled bez ruku, ispijanje piva na slamku i šminkanje (neriješeno u dvije igre). U konačnici konačni rezultat bio je 8-8 stoga je Big Brother odlučio kako će svaki Alfa odabrati po dvije osobe iz suprotnog tima koje imaju idućega tjedna imunitet. Lucija je izabrala Antonia i Orkyija, a Antonio Luciju i Anezi. Pri kraju emisije uživo, prema odluci gledatelja show napušta Marijan (Max).

### Tjedan 12 (16. travnja 2018. – 22. travnja 2018.)
Novi tjedni zadatak je put oko svijeta. Stanari su kroz pet dana posjetili pet zemalja. Redom su to bile: Japan, Texas, Kenija, Brazil i Island. Stanari su bili podijeljeni u tri tima: plavi tim: Orky, Bojan, Antonio i Lidija; zeleni tim: Marin, Bogo, Ana i Ana-Marija te crveni tim: Tomislav, Anezi i Lucija. Za putovanje kroz zemlje bila im je potrebna BB putonica, a ako ju izgube ili im netko ukrade, ne smiju sudjelovati u jednom zadatku tijekom dana. Kroz tjedan, borili su se u raznim zadacima koji su tradicionalni u zemljama u zemljama koje su posjetili. Pobjeda u zadatku nosi 10.000 kuna, a drugo mjesto 5.000 kuna.
U nedjelju održala su se još dva zadatka: najbrže jedenje tradicionalne hrvatske hrane i BB Alka. U konačnici, pobjedu je odnio plavi tim čime je na glavnu nagradu pridodao 77.000 kuna te su ostvarili imunitet za finalni tjedan. Drugoplasirani tim (crveni) ostvarili su +2 glasa na nove nominacije, a trećeplasirani tim (zeleni) +4 boda na nove nominacije. Na kraju tjedne emisije u Kuću ulaze Nikita i Renata, bivše stanarke Kuće koje se moraju predstaviti stanarima kao nove kandidatkinje u borbi za glavnu nagradu jer su ih gledatelji vratili čime slogan Big Brothera 2018. godine "Istina i laži" konačno dolazi na svoje u pretposljednjem tjednu emitiranja.

### Tjedan 13 (23. travnja 2018. – 29. travnja 2018.)
Novi tjedni zadatak su emotivna putovanje, sučeljavanja i iznenađenja. Ovaj tjedan također nudi priliku povratiti dio glavne nagrade koji su stanari izgubili kršeći pravila. Svaki stanar doživio je i svoj emotivni trenutak sa svojim prijateljem, roditeljem ili braćom. U ponudi im je bio razgovor s omiljenom osobom i oduzimanje nagrade ili odbijanje ponude. Svi stanari su pristali te se time glavna nagrada dodatno snizila. Priliku za povećanje glavne nagrade dobili su u zadacima rangiranje prema određenim kategorijama (tko najviše želi postati pobjednik, najveći manipulator, najinteligentnija osoba, najiskreniji stanar i slično), a za dodatnih 2000 kuna na nagradu bilo je potrebno samo biti iskren. Osim toga, Big Brother im je prikazivao i Facebook komentare te ih za svaki pogodak o kome se radi nagradio s tisuću kuna.

### Tjedan 14 (30. travnja 2018. – 6. svibnja 2018.)
Četrnaesti tjedan je finalni tjedan u devetoj sezoni Big Brothera. Ovoga tjedan nije bilo tjednog zadatka već je jedini zadatak bio naučiti i izvesti Big Brother himnu za ovu godinu za koju je tekst smislio Bogo. Izvanredno izbacivanje održalo se u petak 4. svibnja. Najmanje glasova u trenucima presjeka imali su Tomislav, Marin i Bojan. Oni neće vidjeti nedjeljno finale devete sezone Big Brothera koje održalo  6. svibnja 2018. u 20 sati. Superfinalistu su bili Lucija, Ana, Anezi, Antonio i Orky. Osoba s najmanjim brojem glasova te večeri bila je Ana, koja je Kuću napustila kao petoplasirana, Antonio kao četvrtoplasiran, Anezi kao trećeplasirana te Lucija kao drugoplasirana. Antonio Orač - Orky pobjednik je Big Brothera Hrvatska 2018. godine te osvaja glavnu nagradu od 317 tisuća kuna.

## Službena stranica i društvene mreže
- Official Site
- Live stream  Arhivirana inačica izvorne stranice od 28. siječnja 2018. (Wayback Machine)
- Facebook page
- Instagram